# Isla Pitt (Malvinas)
La isla Pitt (en inglés: Pitt Island) es una de las islas Malvinas. Se encuentra al oeste de la isla Gran Malvina, más precisamente al norte de la isla San José, al sur de la isla Colina y la isla de la Plata, en la bahía de la Plata.